# Colletia paradoxa
Colletia paradoxa, conhecida popularmente por curro, curumamil, quinacruzeiro, quina-do-rio-grande, quina-de-porto-alegre, ou  espina de la cruz, é um arbusto espinhoso da família das Rhamnaceae, originária do centro-leste da Argentina, Uruguai e sul do Brasil.

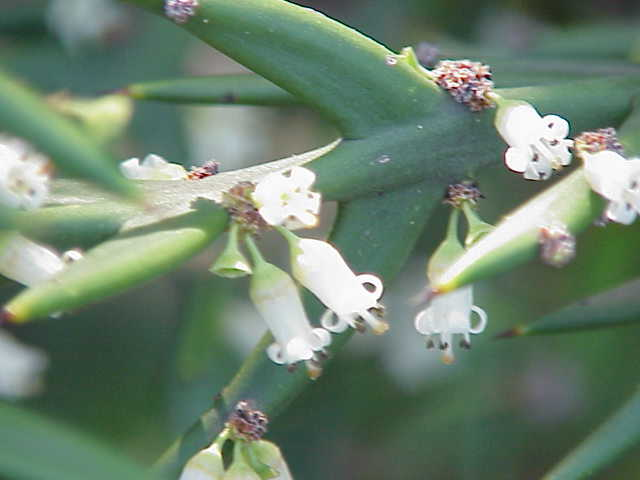
Detalhe da flor

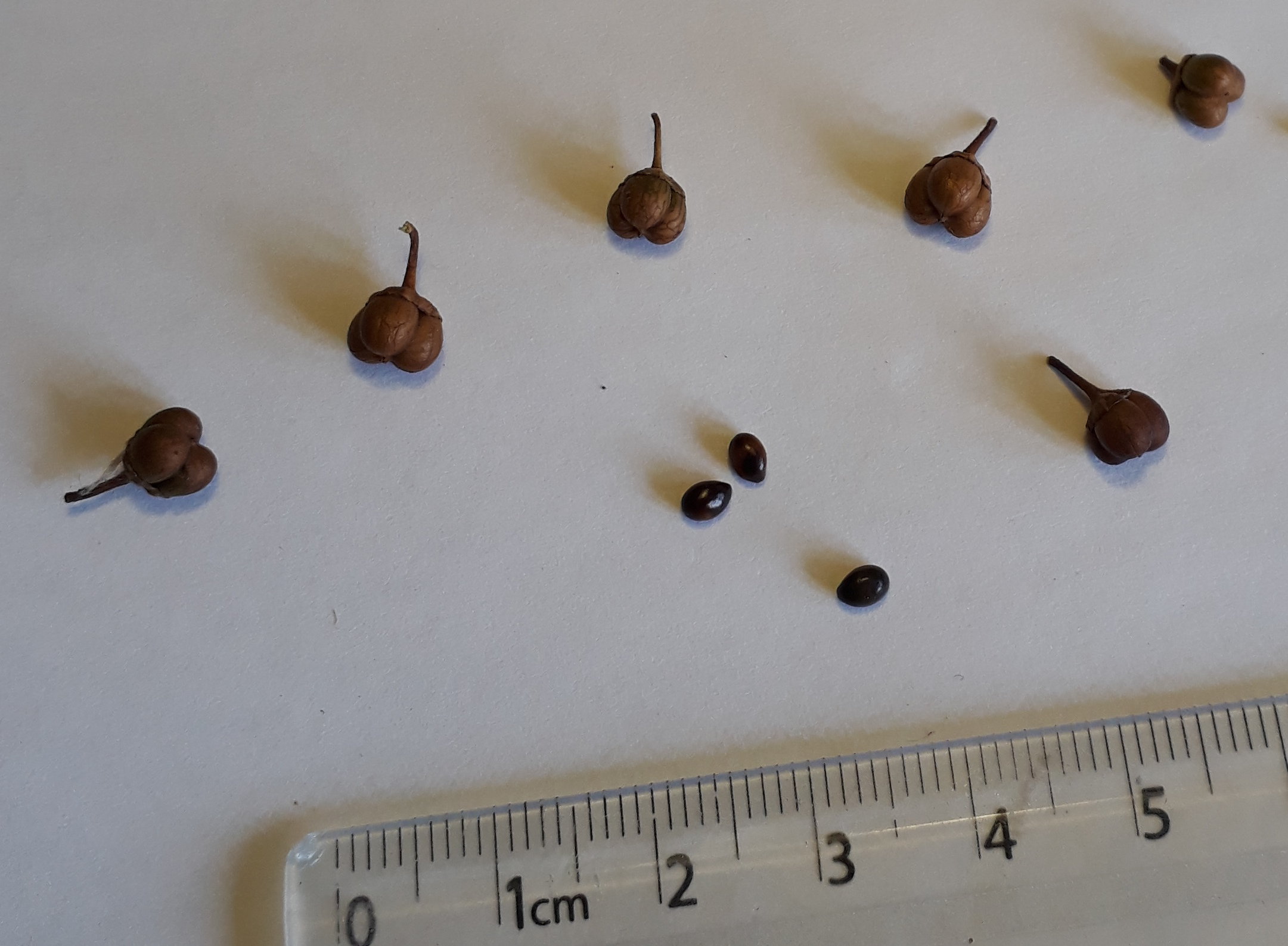
Cápsulas secas de C. paradoxa e as três sementes de uma cápsula

## Descripção
É um arbusto subáfilo cuja altura varia de 1 a 2,5 metros (raramente podendo chegar a 5m), de crescimento assaz lento, adaptado a viver em ambientes áridos. Tem ramas espiniformes comprimidas lateralmente, de cor verde grisáceo. As flores são brancas, hermafroditas, urceoladas, arranjadas em grupos de 5 a 12, nos fascículos axilares. Apresentam corola tubular, com 5 estames com anteras negras mui perfumadas. Florece de março a abril no hemisfério sul. Fruto cápsula tricoco, de 5 milímetros de diámetro. 
É também empregado como planta ornamental. Tolera temperaturas de -10°C.

## Conservação
Corre risco de exstinção por perda de habitat, devido à invasão da erva daninha exótica Rubus ulmifolius, espécie de grande impacto negativo nos ecossistemas naturais da América e da Oceania.

## Taxonomia
Colletia paradoxa foi descrita por Sprengel e publicado no Boletín de la Sociedad Argentina de Botánica, em 1946.
Sinonimia
- Colletia bictanensis Lindl.
- Colletia bictoensis Lindl.
- Colletia cruciata Gillies & Hook.
- Colletia exserta Klotzsch ex Reissek
- Condalia paradoxa Spreng.[2]